# Phạm Sư Ôn
Phạm Sư Ôn (chữ Hán: 范師温) là nhà sư nổi tiếng của đất Quốc Oai (Hà Nội), hiệu là Thiên Nhiên. Ông là thủ lĩnh cuộc khởi nghĩa lớn cuối thời nhà Trần trong lịch sử Việt Nam.

## Khởi nghĩa
Tháng 1 - 1390, khi nhà Trần đã suy yếu, ông kêu gọi nông dân ở Quốc Oai đứng lên khởi nghĩa. Nghĩa quân hoạt động ở vùng Sơn Tây, rồi kéo quân về chiếm thành Thăng Long và đóng quân trong thành ba ngày. Thượng hoàng và vua Trần phải bỏ thành chạy trốn lên Bắc Giang và điều tướng Hoàng Thế Phương đang đánh Chế Bồng Nga ở Hoàng Giang về giải cứu. Cuộc khởi nghĩa sau đó thất bại, Phạm Sư Ôn chết khi chiến đấu.

## Đền miếu
Tháng 3 năm đó, biết Phạm Sư Ôn thất bại, con trai sư là Phạm Quỳ lập miếu thờ. Ngày nay có tên là miếu Phạm Sư Ôn.